# Fontaine Saint-Julien de Brioude
Pour les articles homonymes, voir Fontaine Saint-Julien.
La fontaine Saint-Julien est une fontaine inscrite monument historique située dans la ville de Brioude, sous-préfecture de la Haute-Loire, et dans la région administrative de l'Auvergne-Rhône-Alpes.

## Description historique
Les chapiteaux, d'après les représentations de la fontaine au XIXe siècle sur lesquelles elle apparaît différemment, pourraient appartenir à une chapelle ou à une autre fontaine.  
La fontaine Saint-Julien est inscrite au titre des monuments historiques par arrêté du 27 décembre 1972.

## Légende
Une légende raconte que la fontaine fut bâtie à l'emplacement de la décollation de Saint-Julien.